# 3546 Atanasoff
3546 Atanasoff (1983 SC) là một tiểu hành tinh vành đai chính được phát hiện ngày 28 tháng 9 năm 1983 bởi Helin, E. F. và Shkodrav, V. ở Rozhen. Nó được đặt theo tên physicist John Vincent Atanasoff.